# Mayrova dieta
Mayrova dieta (též Mayrkur, či Mayrova kúra) je redukční léčba nadváhy, kterou vyvinul karlovarský lékař Dr. Franz Xaver Mayr (1857–1965). Spočívá v omezení příjmu kalorií, v omezení bílkovin, tuků, ovoce a zeleniny. Jsou podávány suché a tvrdé žemle s vodou (nejprve karlovarskou, později s rozpuštěnou hořkou solí). Žvýkání housek způsobuje zvýšené slinění zlepšující trávení. Pitný režim vyvolává průjmy, které měly tělo zbavit škodlivých usazenin. Součástí kúry byla i masáž břicha dlaněmi, pumpující mízu z těla ven.
V současné době, je tato metoda již překonána, neb se medicínské poznatky posunuly dále.